# 戦場でワルツを
『戦場でワルツを』（せんじょうでワルツを、ヘブライ語: ואלס עם באשיר、英語: Waltz with Bashir）は、2008年に製作されたアリ・フォルマン監督・脚本によるイスラエルのアニメーション映画。1982年のレバノン内戦に関する記憶を探るフォルマン自身を描いたドキュメンタリー映画。
この映画と、同じく2008年に公開された『$9.99』とは1962年に公開されたヨラム・グロス、アリナ・グロス『Ba'al Hahalomot』以来のイスラエルの長編アニメーション映画だった。
2008年の第61回カンヌ国際映画祭のコンペティションで初上映され、以後第66回ゴールデングローブ賞の外国語映画賞受賞、セザール賞の外国語映画賞受賞、ブリティッシュ・インディペンデント・フィルム賞の外国語映画賞受賞、第81回アカデミー賞外国語映画賞ノミネート、クリティクス・チョイス・アワードの外国語映画賞受賞など様々な映画祭の賞にノミネート・受賞し、批評家からの高評価を得ている。
日本では2008年11月に開催された第9回東京フィルメックスで、原題を直訳した『バシールとワルツを』の題名で上映されたのち、2009年11月に劇場公開された。
この映画の原題は、フォルマンの従軍時の上官であったシュミュエル・フレンケル（インタビューにも登場する）が砲火の飛び交うベイルートの路上でバシール・ジェマイエルのポスターが見下ろす中（ショパンの『ワルツ第7番 嬰ハ短調 作品64-2』にあわせて）軽機関銃を乱射しながら「気の触れたワルツを踊る」シーンから来ている。

## あらすじ
1982年、アリ・フォルマンは19歳のイスラエル国防軍の歩兵だった。2006年に彼は兵役時代の友人と再会し、レバノン内戦での経験と関連した悪夢について聞かされ、フォルマンは自分自身がその頃の記憶を失ってしまっていることに気付く。
フォルマンは、しばらくしてサブラ・シャティーラの虐殺の夜の幻覚を経験するが、自分が実際に何をしていたのかを思い出すことはできなかった。幻想の中では、フォルマンや仲間の兵隊たちは、ベイルートの海辺で照明弾が打ち上げられていく夜空の下、海水浴をしていた。
フォルマンは友人の心理学者を訪ね、何が起きたのかを知り記憶を取り戻すために、同じ時期にベイルートにいた他の人々と話をするよう勧められる。フォルマンは、兵役時代の別の仲間や、当時レバノンにいたジャーナリストのロン・ベンイシャイ (Ron Ben-Yishai) との対話を重ね、自分の記憶に迫っていく。
映画の最後にフォルマンは虐殺の夜の記憶を取り戻し、画面がアニメーションからサブラ・シャティーラの虐殺を伝える実際のニュース映像に移り変わって映画は幕を閉じる。

## キャスト
この映画の登場人物には実際の人物たちが本人役で登場するものと、実在する何人かの人物を総合して作り出された架空のものの両方がある。俳優の横のカッコ内はDVD日本語吹替キャスト。
- アリ・フォルマン（てらそままさき）: 本人役。予備役を最近終えた映像作家。二十数年前（1982年）のレバノン内戦時にイスラエル軍に従軍していた。
- ミキ・レオン（木下浩之）: ボアズ・レイン＝バスキーラ役。レバノン内戦の帰還兵で悪夢に悩まされている。
- オーリ・シヴァン（英語版）（石住昭彦）: 本人役。イスラエル人の映像作家。フォルマンと2本の映画を共同で監督した旧友。
- イェヘズケル・ラザロフ（英語版）（家中宏）: カルミ・クナアン役。レバノン内戦の帰還兵でかつてフォルマンの友人だった。現在はオランダに移住している。
- ロニー・ダヤグ（田中完）: 本人役。レバノン内戦の帰還兵。
- シュムエル・フレンケル（斉藤次郎）: 本人役。レバノン内戦の帰還兵。戦争中は歩兵部隊の隊長だった。
- ザハヴァ・ソロモン（土井美加）: 本人役。イスラエル人心理学者で心的外傷の研究者。
- ロン・ベン＝イシャイ（英語版）（有本欽隆）: 本人役。最初にサブラ・シャティーラの虐殺を取材したイスラエル人ジャーナリスト。
- ドロール・ハラジ（島香裕）: 本人役。レバノン内戦の帰還兵。戦争中はシャティーラ難民キャンプの外に駐留していた戦車旅団を指揮していた。

## 制作
この映画の制作には4年の月日が費やされた。この映画の際立った点に、長編のドキュメンタリーをほとんどすべてアニメーションによって表現したことや、写実的な画面作りと超現実的なシーン、漫画風のタッチやクラシック音楽と1980年代の流行音楽などが組み合わされたことが挙げられる。アニメーション表現が用いられなかった唯一の箇所は、映画の最後に挿入されるサブラ・シャティーラの虐殺を報じた短い記録ニュース映像のみだった。
映画の全体的な雰囲気を反映した暗い色調のアニメーションは、イスラエルのブリギット・フォルマン・フィルム・ギャング・スタジオでヨニ・グッドマンが編み出した技法を用いて製作されている。これは実写で演技したものを上からトレースするロトスコープとしばしば混同されるが、実際にはAdobe Flashと古典的なアニメーション技法を融合させたものである。一枚一枚の絵は何百もの細かいパーツに分解され、お互いに関連しながら動くことで動作を表現している。映画を作るにあたり、まず録音スタジオで90分ぶんの映像が撮影され、ストーリーボードの形に落とし込まれた。つぎにストーリーボードから2,300枚の素材となるイラストが描かれ、これを基にFlashアニメーションや古典的なアニメーション、3Dグラフィックスの技術の組み合わせにより最終的な映画のシーンとして完成された。
使用された音楽はポストクラシカルのマックス・リヒターによるサウンドトラックのほか、挿入歌としてオーケストラル・マヌーヴァーズ・イン・ザ・ダークの「Enola Gay」、パブリック・イメージ・リミテッドの「This is Not a Love Song」、The Clique の「Incubator」、Zeev Teneの「Beirut」（ケイクの「I Bombed Korea」のリメイク）、この映画用に作曲されたNavadei Haucafの「Good Morning Lebanon」などがある。批評家によっては音楽を単なる背景音楽よりもむしろ積極的な映画内の出来事の描写として評価した。
グラフィックノベル（とくにジョー・サッコ）や小説（『キャッチ=22』、ウィリアム・サローヤン『ウエズリー・ジャクソンの冒険』、『スローターハウス5』）、オットー・ディックスの絵画からの影響が、フォルマンや美術監督のデビッド・ポロンスキーによって言及されている。この映画自体も2009年にグラフィックノベルの形で出版された。

## 評価

### 映画の評判
indieWireはこの映画を、100人の映画批評家による集計の結果として、2008年のうちで10番目に良かった映画として挙げている。ガーディアン誌上でXan Brooksはこの映画に「並外れていて、恐ろしく、挑発的な映画だ」という評価を与えた。東京フィルメックスでは「新しい映像言語を発明」したと賞賛されている。
批評家からは好評だったものの、この映画のイスラエル国内での商業的な成功は限定的だった 。一方で、より最近のハーレツ紙によれば、この映画は史上3番目に良かったイスラエル映画との調査結果も出ている。

### 映画の内容に関する言論
ハーレツの特派員ギデオン・レヴィはこの映画に対し、イスラエルやイスラエル軍が善く描かれすぎているとし、「スタイリッシュで洗練され恵まれていてできもいいが、プロパガンダ」、茶番だという評価を下した。ネイション誌は映画で描写されている出来事が不穏なまでに真実みを帯び今日的だとし、「今日のイスラエルはアリ・フォルマンのそれではなく、アヴィグドール・リーベルマンやベンヤミン・ネタニヤフのものになってしまった」と嘆息している。コメンタリ・マガジン紙は「感情的には力強い」が虐殺に関するイスラエル軍の役割が「闇の中で曖昧にされている」ため「知的には浅い」と評した。しかし、これを除けば好意的であるこのレビューは、「イスラエルがなんと酷いことをやってしまったことだろう — そしてそれを認めるだけの細やかな精神を持てるということはなんとすばらしいことだろう」と締めくくっている。
登場人物のコメントの中でホロコーストにおけるナチス親衛隊の行動とサブラ・シャティーラの虐殺におけるイスラエル国防軍の行動を比較した部分は特に論争の的になっている。コメンタリ・マガジンは「イスラエルの行動をナチスになぞらえることは下劣な反ユダヤ的考えであると同時に、イスラエル人にとっては一定の状況下でホロコーストについて思いを巡らせるのはきわめて自然なことでもある。つまり他の国の人々と違ってイスラエル人は未だにホロコーストの影を落としているのだ。」しかし、パジャマ・メディアのジョン・ローゼンタールは映画中のシーンが「激しく誇張されて」「明らかに論理的に間違いをきたしている」と宣告している。

### レバノンでの上映
イスラエル映画の常としてアラブ各国でこの映画は上映禁止とされたが、これに対しレバノンでは大きな反対が巻き起こった。（この映画はレバノンの歴史のうちでも混沌と暴力に見舞われた時期を描いている。）レバノン・インナー・サークルや+961をはじめとしたブロガーらによって政府の禁止措置に対する反対運動が起き、政府の反対要請を押し切って在レバノンの批評家のために上映が行われることになった。2009年の1月にベイルートで50人の人々のために私的な上映が行われ、フォルマンはこれを大きな誇りとしてコメントしている：
| 「 | わたしは圧倒され興奮してしまった。その場にいられたらよかったのにと願わずにはいられない。わたしはベイルートでこの映画を自ら紹介できる日が来ることを願っている。それは私にとって、人生でいちばん幸せな日になるだろう。 | 」 |

### 受賞・ノミネート歴
この映画はゴールデングローブ賞外国語映画賞、全米映画批評家協会賞最優秀作品賞、セザール賞外国語映画賞、国際ドキュメンタリー協会賞長編ドキュメンタリー賞を受賞し、アカデミー賞外国語映画賞や英国アカデミー賞外国語映画賞、アニー賞長編アニメーション部門にノミネートされた。
『戦場でワルツを』はアカデミー賞やゴールデングローブ賞の外国語映画賞部門にノミネートされた最初のアニメーション映画になった。また、イスラエル映画がゴールデングローブ賞を受賞したのは1971年のThe Policeman以来のことであり、ドキュメンタリーがこの賞を取るのも初めてのことだった。いっぽう、アカデミー賞長編アニメ部門への応募はノミネートされず、長編ドキュメンタリー部門についても規則の改定によりニューヨークとロサンジェルスの両方で8月31日までに公開されていなければならないことになったためノミネートされなかった。
この映画は2008年のナショナル・ボード・オブ・レビューの外国映画トップ5にもあがっている。フォルマンは全米脚本家組合の長編ドキュメンタリー脚本賞と全米監督協会の長編ドキュメンタリー賞を受賞した。また、フォルマンはアニー賞で脚本部門と長編アニメーション監督部門にノミネートされている。
| - 第81回アカデミー賞: - 外国語映画賞（ノミネート） - 第36回アニー賞: - 長編アニメ賞（ノミネート） - 長編アニメーション監督賞（アリ・フォルマン、ノミネート） - 長編アニメーション音楽賞（マックス・リヒター、ノミネート） - 長編アニメーション脚本賞（アリ・フォルマン、ノミネート） - アジア太平洋映画賞: - 最優秀アニメーション映画賞（受賞） - 第62回英国アカデミー賞: - 外国語映画賞（ノミネート） - アニメーション賞（ノミネート） - ボストン映画批評家協会賞: - 外国語映画賞（次点） - アニメーション賞（次点） - ブリティッシュ・インディペンデント・フィルム賞: - 外国語映画賞（受賞） - クリティクス・チョイス・アワード: - 外国語映画賞（受賞） - アニメーション賞（ノミネート） - 第61回カンヌ国際映画祭: - コンペティション（ノミネート） - セザール賞: - 外国語映画賞（受賞） - シカゴ映画批評家協会賞: - 長編アニメーション映画賞（ノミネート） - ダラス・フォートワース映画批評家協会賞: - ドキュメンタリー賞（ノミネート） - 外国語映画賞（ノミネート） - 全米監督協会賞: - 長編ドキュメンタリー賞（アリ・フォルマン、受賞） - ヨーロッパ映画賞: - 作品賞（ノミネート） - 作曲賞（マックス・リヒター、受賞） - 監督賞（アリ・フォルマン、ノミネート） - 脚本賞（アリ・フォルマン、ノミネート） - 新映画祭（モントリオール）: - ダニエル・ラングロワ賞（受賞） | - ヒホン国際映画祭: - 美術賞（ヨニ・グッドマン、受賞） - 青年審査員賞、長編部門（受賞） - 第66回ゴールデングローブ賞: - 外国語映画賞（受賞） - 国際シネフィル協会賞: - 非英語映画賞（受賞） - アニメーション賞（受賞） - ドキュメンタリー賞（受賞） - 国際ドキュメンタリー協会賞: - 長編ドキュメンタリー賞（『マン・オン・ワイヤー』と共同で受賞） - 国際映画音楽批評家協会賞: - 作曲賞（マックス・リヒター、ノミネート） - 楽曲賞（マックス・リヒター、ノミネート） - ロサンジェルス映画批評家協会賞: - アニメーション部門（受賞） - ドキュメンタリー/ノンフィクション部門（次点） - 全米映画批評家協会賞: - 作品賞（受賞） - オフィール賞: - 作品賞（受賞） - 監督賞（アリ・フォルマン、受賞） - 脚本賞（アリ・フォルマン、受賞） - 美術賞（デヴィッド・ポロンスキー、受賞） - 編集賞（ニリ・フェラー、受賞） - 音響効果賞（アビブ・アルデマ、受賞） - 撮影賞（ヨニ・グッドマン、ノミネート） - パリッチ映画祭: - 金の塔（受賞） - サテライト賞: - アニメーション・ミックスメディア映画賞（ノミネート） - ドキュメンタリー賞（ノミネート） - タリン黒夜映画祭: - 特別審査員賞（受賞） - 東京フィルメックス: - 最優秀作品賞（受賞） - ユタ映画批評家協会賞: - 外国語長編映画賞（次点） - 長編ドキュメンタリー賞（次点） - 全米脚本家組合賞: - 長編ドキュメンタリー脚本賞（アリ・フォルマン、受賞） |